# 石ケ辻町
石ケ辻町（いしがつじちょう）は、大阪府大阪市天王寺区にある町名。丁番を持たない単独町名である。

## 地理
天王寺区の中央部に位置し、東に筆ケ崎町、西と北に上本町、南に上之宮町と北山町、南東に細工谷と接している。

## 世帯数と人口
2019年（平成31年）3月31日現在の世帯数と人口は以下の通りである。
| 町丁     | 世帯数  | 人口    |
| -------- | ------- | ------- |
| 石ケ辻町 | 830世帯 | 1,496人 |

### 人口の変遷
国勢調査による人口の推移。
| 1995年（平成7年）  | 811人   | [ 5 ] |  |
| 2000年（平成12年） | 831人   | [ 6 ] |  |
| 2005年（平成17年） | 1,363人 | [ 7 ] |  |
| 2010年（平成22年） | 1,393人 | [ 8 ] |  |
| 2015年（平成27年） | 1,533人 | [ 9 ] |  |

### 世帯数の変遷
国勢調査による世帯数の推移。
| 1995年（平成7年）  | 388世帯 | [ 5 ] |  |
| 2000年（平成12年） | 426世帯 | [ 6 ] |  |
| 2005年（平成17年） | 733世帯 | [ 7 ] |  |
| 2010年（平成22年） | 743世帯 | [ 8 ] |  |
| 2015年（平成27年） | 910世帯 | [ 9 ] |  |

## 事業所
2016年（平成28年）現在の経済センサス調査による事業所数と従業員数は以下の通りである。
| 町丁     | 事業所数  | 従業員数 |
| -------- | --------- | -------- |
| 石ケ辻町 | 184事業所 | 1,841人  |

## 施設
- 清風中学校・高等学校
- 天王寺警察署 上本町交番
- 天王寺石ケ辻郵便局
- 近鉄グループホールディングス・近畿日本鉄道本社ビル（登記上の本店は上本町6丁目にある）
- ローレルコート上本町石ヶ辻公園

## その他

### 日本郵便
- 〒543-0031[3]（集配局：天王寺郵便局[11]）